# Eden Township (comté de Fayette, Iowa)
Eden Township est un township, du comté de Fayette en Iowa, aux États-Unis,. 